# Rajd Australii 1994
Rajd Australii 1994 (7. Telecom Rally Australia 1994) – piąta runda eliminacji Dwulitrowego Rajdowego Pucharu Świata w roku 1994, który odbył się w dniach 16-19 września. Bazą rajdu było miasto Perth.

## Wyniki końcowe rajdu
| Msc.                   | Kierowca               | Pilot                  | Samochód                 | Czas                   | Strata                 | Grupa                  |
| Klasyfikacja generalna | Klasyfikacja generalna | Klasyfikacja generalna | Klasyfikacja generalna   | Klasyfikacja generalna | Klasyfikacja generalna | Klasyfikacja generalna |
| ---------------------- | ---------------------- | ---------------------- | ------------------------ | ---------------------- | ---------------------- | ---------------------- |
| 1.                     | Colin McRae            | Derek Ringer           | Subaru Impreza 555       | 5:13.50                | 0.0                    | A8                     |
| 2.                     | Juha Kankkunen         | Nicky Grist            | Toyota Celica GT-Four    | 5:13.59                | +0.09                  | A8                     |
| 3.                     | Kenneth Eriksson       | Staffan Parmander      | Mitsubishi Lancer Evo II | 5:17.40                | +3.50                  | A8                     |
| 4.                     | Peter Bourne           | Tony Sircombe          | Subaru Impreza 555       | 5:19.07                | +5.17                  | A8                     |
| 5.                     | Richard Burns          | Robert Reid            | Subaru Impreza 555       | 5:20.59                | +7.09                  | A8                     |
| 6.                     | Ross Dunkerton         | Fred Gocentas          | Mitsubishi Lancer Evo 2  | 5:38.55                | +25.05                 | A8                     |
| 7.                     | Ed Ordynski            | Mark Stacey            | Mitsubishi Lancer Evo 2  | 5:44.33                | +30.43                 | N4                     |
| 8.                     | David Officer          | Kate Officer           | Mitsubishi Lancer Evo 2  | 5:55.36                | +41.46                 | N4                     |
| 9.                     | Karamjit Singh         | Ron Teoh               | Proton Wira 4WD          | 5:57.53                | +44.03                 | N4                     |
| 10.                    | Tony Hardianto         | Anthony Sarwono        | Subaru Impreza 555       | 5:59.44                | +45.54                 | A8                     |
| 2L WRC                 |                        |                        |                          |                        |                        |                        |
| 1 (13).                | Pavel Sibera           | Petr Gross             | Škoda Favorit 136 L      | 6:08:22                | -                      | A5                     |
| 2 (21).                | Ian Douglas            | Sophie Handley         | Hyundai Lantra           | 6:34:36                | +26:14                 | A7                     |
| 3 (24).                | Robbie Head            | Ian Ian                | Honda Civic              | 6:37:20                | +28:58                 | A6                     |